# Microserica seticeps
Microserica seticeps är en skalbaggsart som beskrevs av Moser 1924. Microserica seticeps ingår i släktet Microserica och familjen Melolonthidae. Inga underarter finns listade i Catalogue of Life.